# Шаста-Тринити
Шаста-Тринити (англ. Shasta–Trinity National Forest) — национальный лес на севере штата Калифорния, США. Является крупнейшим национальным лесом штата, имея площадь 894 287 га.
Национальные леса Шаста и Тринити были объединены и стали управляться единой администрацией в 1954 году. Западная часть леса, которая до объединения составляла лес Тринити, расположена на восточных склонах Калифорнийских береговых хребтов и имеет площадь 422 361,1 га. Восточная часть леса (бывший лес Шаста) расположена между Центральной Калифорнийской долиной и долиной реки Шаста. Она имеет площадь 471 926,2 га. В административном отношении национальный лес находится на части территории следующих округов: Тринити, Шаста, Сискию, Тихама, Модок и Гумбольдт. В границах леса расположена гора Шаста, высота которой составляет 4322 м, и водохранилище Шаста — самое большое водохранилище Калифорнии как по площади, так и по объёму.
На территории леса имеется более 460 миль пешеходных маршрутов, включая участок тропы Пасифик-Крест протяжённостью 154 мили (248 км), которая пересекает лес в широтном направлении.